# Nikolai Fjodorowitsch Schtscherbina

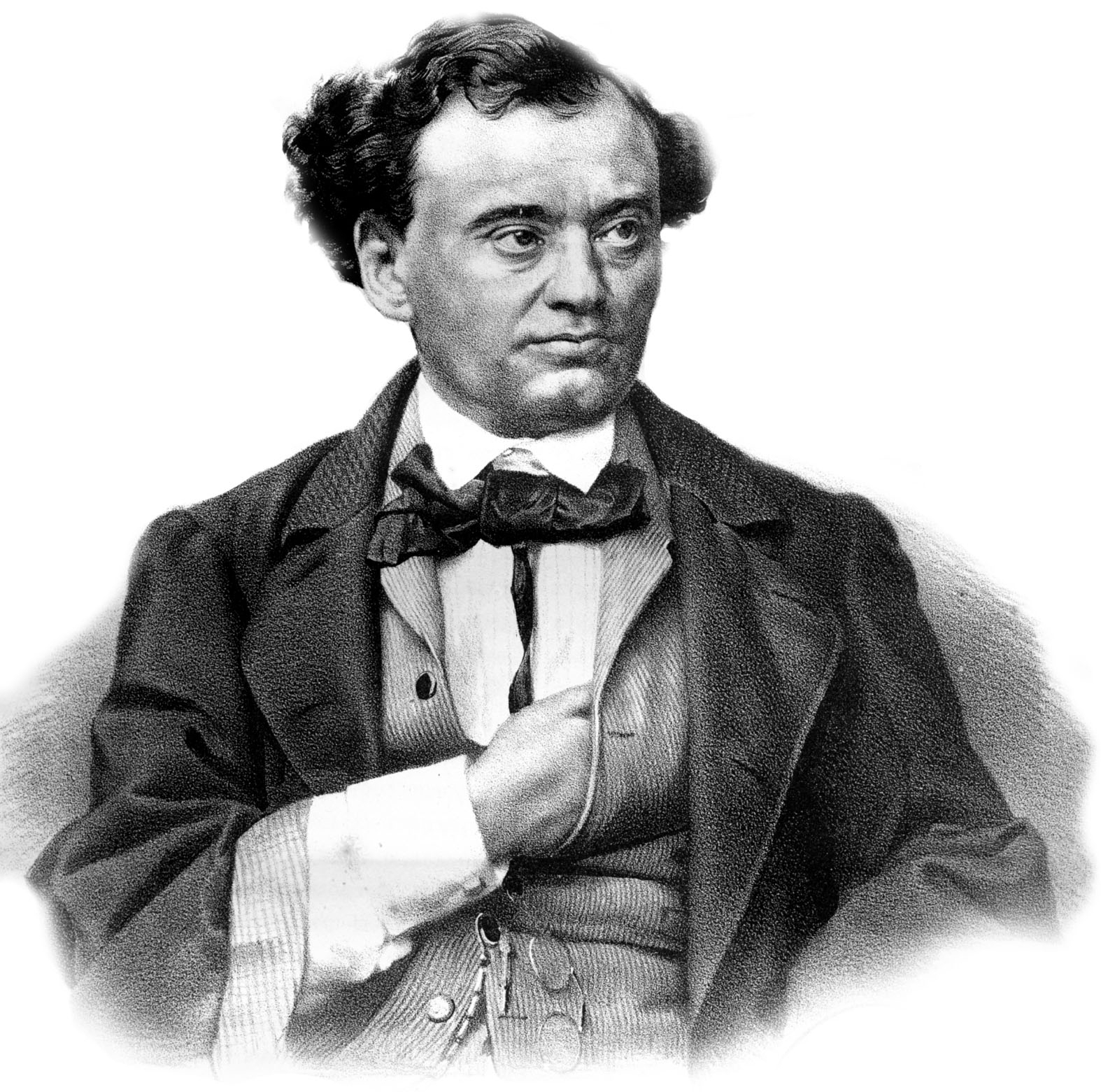
Nikolai Fjodorowitsch Schtscherbina (Lithografie von Pjotr Fjodorowitsch Borel und Andrei Iwanowitsch Denyer, um 1865)

Nikolai Fjodorowitsch Schtscherbina (russisch Николай Фёдорович Щербина, wissenschaftliche Transliteration Nikolaj Fedorovič Ščerbina; * 2. Dezemberjul. / 14. Dezember 1821greg. in Grusko-Jelaninskoje, Taganrog, Russisches Kaiserreich; † 10. Oktoberjul. / 22. Oktober 1869greg. in Sankt Petersburg) war ein russischer Dichter, der in seinen an der klassischen Antike orientierten Werken philhellenistische Gedanken vertrat, während er in den letzten Werken eine slawophile Tendenz zeigte. Er schrieb auch satirische Gedichte.

## Leben
Nikolai Fjodorowitsch Schtscherbina, Sohn eines Gutsbesitzers, begann ein Studium an der Universität Charkow, das er jedoch nicht beendete. Er war im Anschluss als Lehrer tätig und schrieb unter dem Einfluss des Philhellenismus Gedichte zu Themen und in der Art der antiken Literatur, die den Kult der Schönheit und eine rationalistisch ruhige Haltung gegenüber der Welt bekräftigen wie in Греческие стихотворения („Griechische Gedichte“, 1850) und anderen. Seine Verehrung für das klassische Griechenland, der Effekt des Malerischen kommt darin zu starker Geltung.
In den 1850er Jahren erklangen zivile Motive in seinen Gedichten an wie in dem Zyklus Ямбы и элегии („Jambus und Elegien“). Am Ende seines Lebens trat er vor allem als Satiriker auf wie in Альбом ипохондрика („Album eines Hypochonders“, 1841–1861) und Сатирическая летопись („Die satirische Chronik“, 1861–1869). In späten Gedichten zeigte er eine slawophile Tendenz. Seine Satiren und Epigramme enthalten Angriffe auf die Regierung, jedoch auch auf revolutionäre Demokraten.

## Veröffentlichungen
- Греческие стихотворения, (Griechische Gedichte), 1850
- Новые греческие стихотворения Н. Ф. Щербины (1850–1851), (Neue griechische Gedichte von N. F. Schtscherbina (1850–1851)), 1851
- Стихотворения, (Gedichte), 1857

posthum
- Полное собрание сочинений, (Vollständige Abfassung der Schriften), 1873
- Из неизданных стихотворений Н. Ф. Щербины, (Aus unveröffentlichten Gedichten von N. F. Schtscherbina), 1907
- Альбом ипохондрика, (Album des Hypochonders), 1929
- Стихотворения, (Gedichte), 1937
- Избранные произведения (Ausgewählte Werke), 1970

## Hintergrundliteratur
- R. G. Magina: Стихотворный цикл „Ямбы и элегии“ Н. Ф. Щербины, (Gedichtzyklus „Iambas und Elegien“ von N. F. Shcherbina), 1967
- Meyers Großes Personenlexikon, S. 1193, Mannheim 1968
- Gero von Wilpert: Lexikon der Weltliteratur. Fremdsprachige Autoren, S. 1618, Band II L–Z, Stuttgart 2004, 2008, ISBN 978-3-520-84301-2